# Ton visage demain
 (février 2024).
Ton visage demain (titre original en espagnol : Tu rostro mañana) est le dixième roman de l'écrivain espagnol Javier Marías. Le roman est composé de trois tomes qui totalisent près de 1 500 pages. Le premier tome est publié en Espagne en 2002, le deuxième en 2004 et le troisième en 2007. Les trois tomes ont été publiés en français aux éditions Gallimard en 2004, 2007 et 2010.

## Roman
Le roman est divisé en sept parties :
- Tome I : Fièvre et Lance
- Tome II : Danse et Rêve
- Tome III : Poison, Ombre et Adieu

Il raconte l'histoire de Jacques/Jacobo/Jaime Deza, un académicien espagnol au service du MI6 qui retourne à Oxford après une séparation sentimentale. Deza était déjà le personnage d'un roman antérieur de Javier Marías, Le Roman d'Oxford (1989).